# Möbel

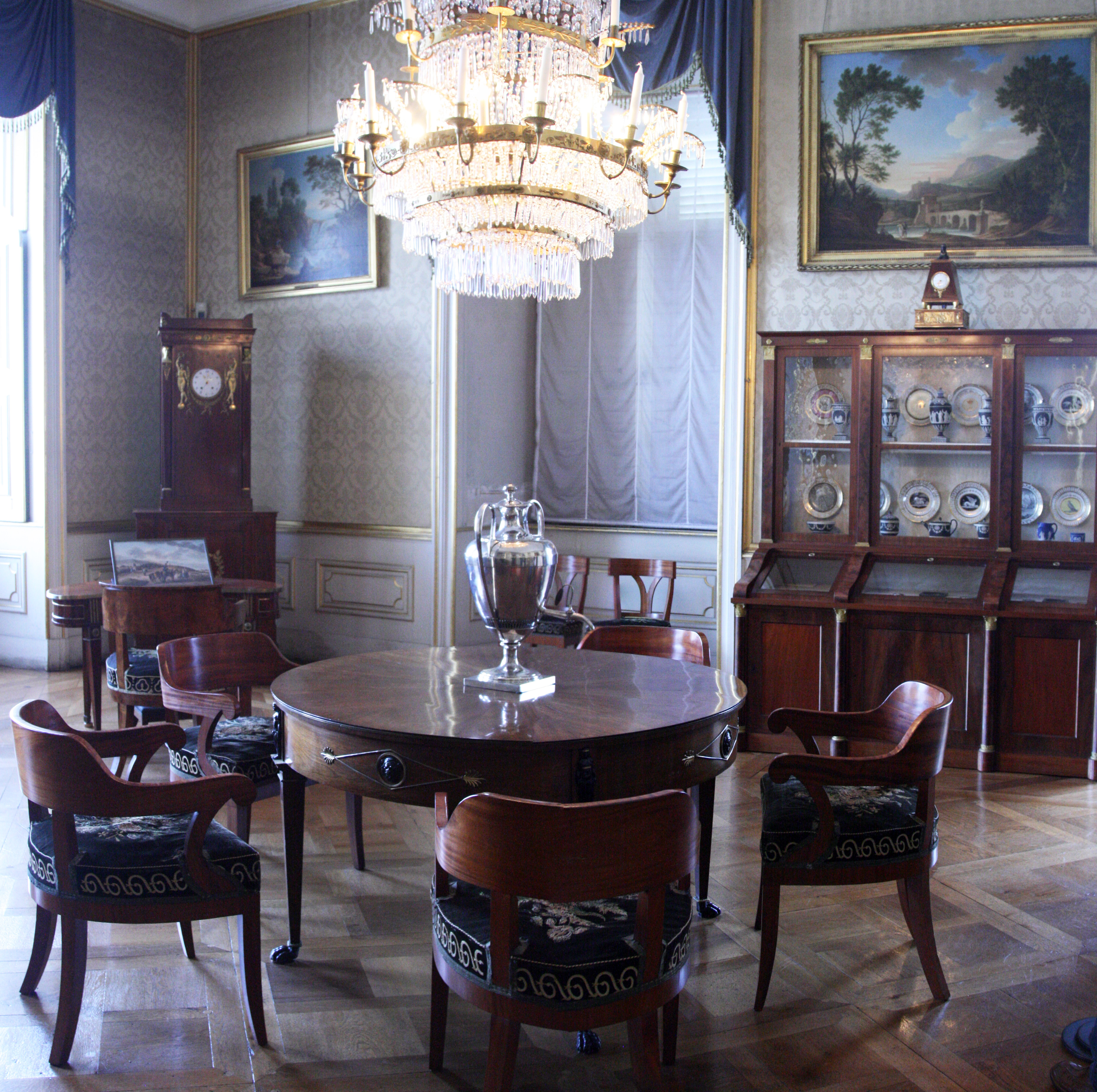
Schloss Ludwigsburg, Arbeitszimmer der württembergischen Königin Charlotte Mathilde

Die Begriffe Möbel und Mobiliar (von lateinisch mobilis ‚beweglich‘) bezeichnen Einrichtungsgegenstände vorwiegend in Innenräumen wie Wohnungen, Geschäften, Büroräumen oder anderen Nutzungseinheiten sowie im Außenbereich (z. B. Gartenmöbel). Der Begriff steht somit im Gegensatz zu unbeweglichen Dingen (Immobilien), die mit dem Boden oder baulichen Anlagen fest verbunden bzw. verwachsen sind.

## Überblick
Als Einrichtung bezeichnet man die Gesamtheit der Elemente, die als funktionale oder gestaltende Bestandteile architektonische oder Landschaftsräume mitprägen. Die Einrichtung ist selbst nicht Teil der baulichen Struktur (bzw. der Natur oder Landschaft), sondern Teil der Innen- oder Außenraumgestaltung.
Laut dem Wörterbuch der Brüder Grimm ist das „Wort […] dem franz.[ösischen] des 17. jahrh.[underts] entnommen, wo es den noch heute geltenden sinn des hausrats, der ein zimmer wohnlich macht oder es verschönt, erhalten hatte“. Es sei „als modewort, zunächst in der fremden schreibung: meubles“ verwendet worden.
Der Begriff Möbel wird in der Regel im Plural benutzt, der Begriff Mobiliar im Singular. Beide Begriffe sind Oberbegriffe für eine Gruppe von Einrichtungsgegenständen. Neben Möbeln sind auch Vorhänge, Teppiche, Zimmerpflanzen etc. Teile der Einrichtung. Im Gegensatz zu diesen Elementen ist ein Möbelstück allerdings zweckgebunden und dient vorrangig der Lagerung von Mensch, Tier und Gegenstand und im weitesten Sinne der Aufbewahrung bzw. Aufnahme von Gegenständen, dem Sitzen oder Liegen des Menschen (bzw. von Tieren) und als Grundlage zum Verrichten von Tätigkeiten. Die Einteilung in bestimmte Möbelgruppen ist nicht immer eindeutig und kann nach verschiedenen Kriterien erfolgen. Möbel sind objektartige Elemente, die in der Regel als selbständige, in sich stabile Körper im Raum stehen, wodurch sie sich z. B. von textilen Elementen der Innenraumgestaltung unterscheiden.
Im Gegensatz zu Kunstobjekten besteht der vorrangige Wert von Möbeln in ihrem Gebrauchswert und nicht in der Ästhetik. Im Unterschied zu Maschinen und Werkzeugen dienen sie nicht der Produktion. Möbel sind, verglichen mit anderen Haushaltsgegenständen und Objekten, die man mühelos mit sich herumtragen kann, schwerer und größer, können allerdings immer noch mit Muskelkraft bewegt werden. Ein Grenzphänomen sind Einbaumöbel, die aufgrund ihrer festen Verbindung mit der baulichen Struktur nicht mehr bewegbar sind.

## Geschichte
Möbel wurden nach der neolithischen Revolution populär. Die ersten Nachweise von Möbeln stammen aus der Pharaonenzeit und aus Funden aus Akrotiri (Santorin) aus der Zeit um 1500 v. Chr. Aus dem alten Ägypten ist eine weit entwickelte Möbelschreinerei bekannt. Funde von Tischen, Thronen und Liegen aus dieser Zeit zeigen Kenntnisse im Drechseln, Furnieren, Intarsieren und Bemalen. Berühmte Stücke kommen aus dem Grab des Tutanchamun aus dem 14. Jahrhundert v. Chr. Altgriechische Häuser waren mit Stühlen, Hockern, Tischen, Betten, Truhen, Kommoden und Liegen ausgestattet. Auch die alten Griechen (ab dem 8. Jahrhundert v. Chr.) kannten bereits das Drechsel-Handwerk. Sie nutzten einfache mechanische Drechselbänke, die mit den Füßen zu bedienen waren. Das wohl bekannteste antike Möbelstück nutzten die Römer: die „Kline“, eine Art Bett, auf das man sich zu Festgelagen und für normale Mahlzeiten legte. Die Oberschicht besaß in der römischen Kaiserzeit Möbel mit Versilberungen, Vergoldungen, Schildpatteinlagen und wertvollen Furnieren wie Citrus.
Eine Sonderstellung unter den Möbelstücken nimmt der Schrank ein. Bis zum Ende des Mittelalters war er, außer für die Aufbewahrung von Kleidern, kaum verbreitet. Andere Habseligkeiten wurden beispielsweise auf Regalen oder in Truhen gelagert. Erst nach und nach erhielt der Schrank in allen Bevölkerungsschichten Einzug in weitere Räume.
Eine wesentliche Rolle beim Aufstieg der industriellen Möbelfertigung spielte die britische Hauptstadt London im 18. Jahrhundert. Nach dem Großen Brand von 1666 war dort der Zunftzwang vorübergehend aufgehoben worden, um die Wirtschaft zu beleben und den Wiederaufbau zu beschleunigen. Die Zünfte erlangten jedoch auch danach nie wieder ihre vorherige Macht zurück. Als Folge dessen bildeten sich unter anderem in der Möbelherstellung arbeitsteilige Produktionsprozesse heraus, vergleichbar mit Manufakturen, sowie die Verwendung einer überschaubaren Zahl von Bauteilen, die zu verschiedenen Möbeln kombiniert wurden. Die Arbeitsorganisation wurde gemeinsam mit Fertigungstechniken und Stilelementen in Kontinentaleuropa übernommen. Beispielsweise sammelte Abraham Roentgen entsprechende Erfahrungen während seiner Gesellenwanderschaft in London.

## Typen

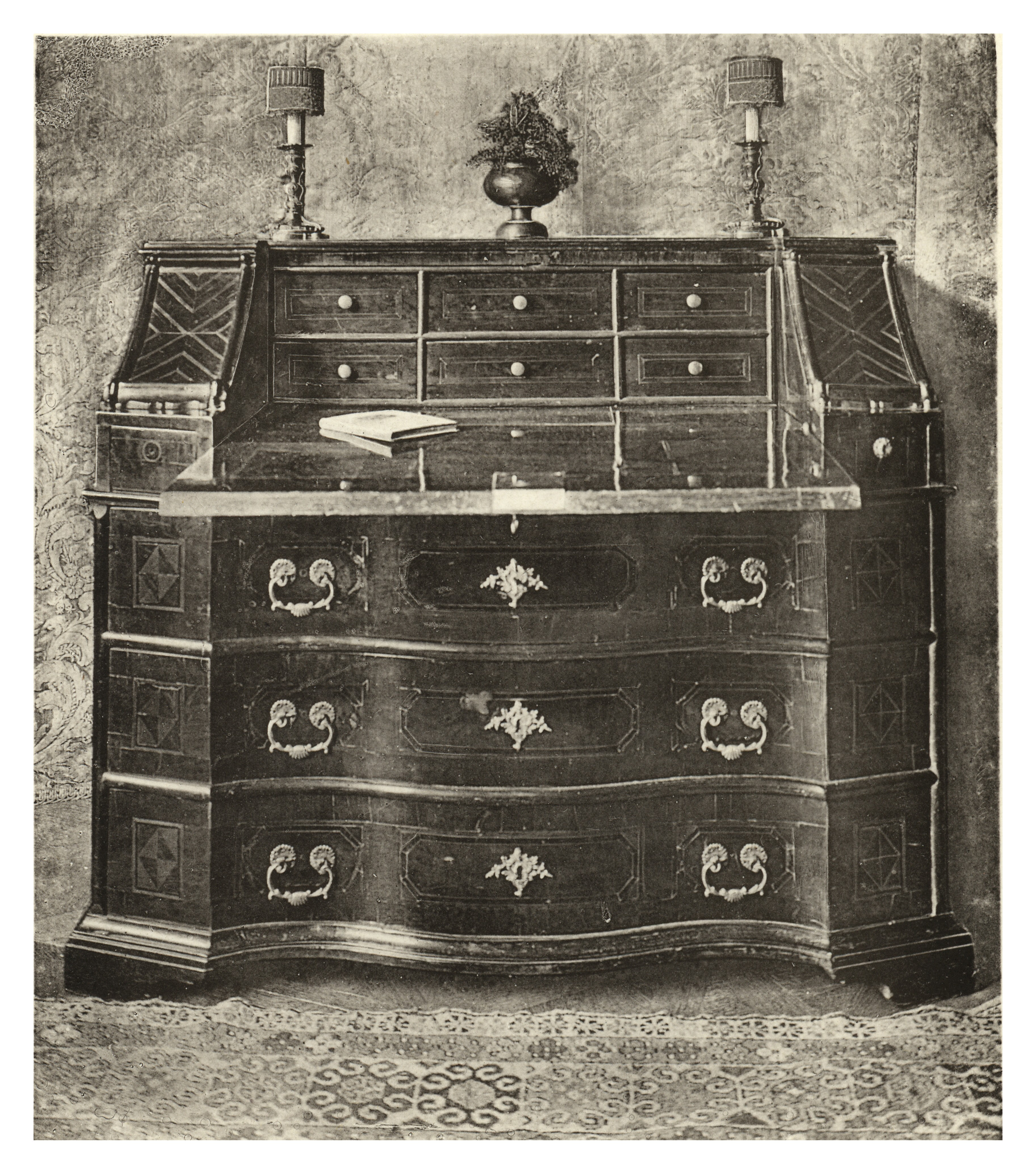
Sekretär mit Nussholz furniert, poliert. Intarsien aus lichten und dunklen Hölzern. Theresianisch, 1750.

### Behältnismöbel

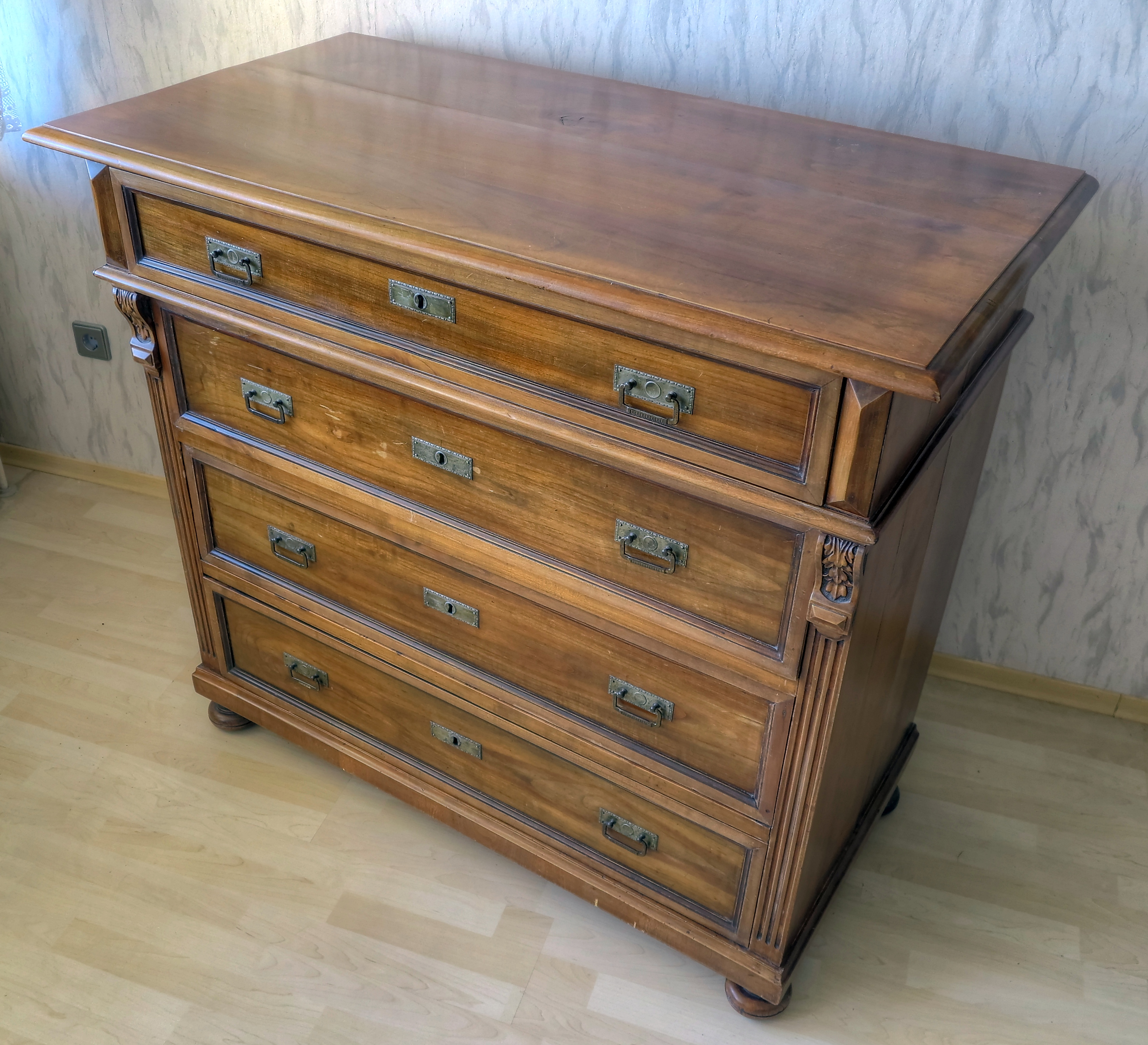
Gründerzeit-Kommode, um 1880

Behältnismöbel wie die Truhe oder der Schrank dienen der Aufbewahrung sakraler, staatlicher oder persönlicher Gegenstände. Die Kommode hat sich Ende des 17. Jahrhunderts aus der Truhe heraus entwickelt. Der Sekretär ist ein Möbel, welches nebst dem Aufbewahren von Briefen und Dokumenten auch als Schreibmöbel dient und oft auch repräsentativen Charakter hat.
|  | Deutschland      | Österreich   | Schweiz                 |
|  | ---------------- | ------------ | ----------------------- |
|  | der Schrank      | der Kasten   | der Schrank, der Kasten |
|  | das Küchenbuffet | die Kredenz  | das Buffet              |
|  | die Anrichte     | die Anrichte | ?                       |

### Tische
An einem Tisch wird getrunken und gegessen, gearbeitet, geschrieben, getagt oder geredet. Ein Tisch wie der Guéridon dient als Beistelltisch in erster Linie dekorativen Zwecken. Sonderformen des Tisches sind das Pult und andere mehr.

### Sitzmöbel

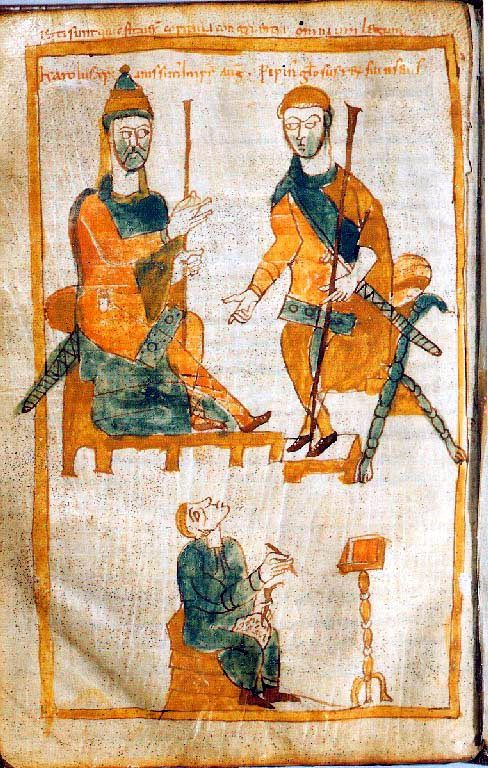
Sitzmöbel: Thron (oben links), Scherenhocker (oben rechts) und Sitz eines Schreibers (unten) in einer Miniatur aus dem 10. Jahrhundert, nach einer verlorenen um 829/836 für Graf Eberhard von Friaul gefertigten Miniatur.

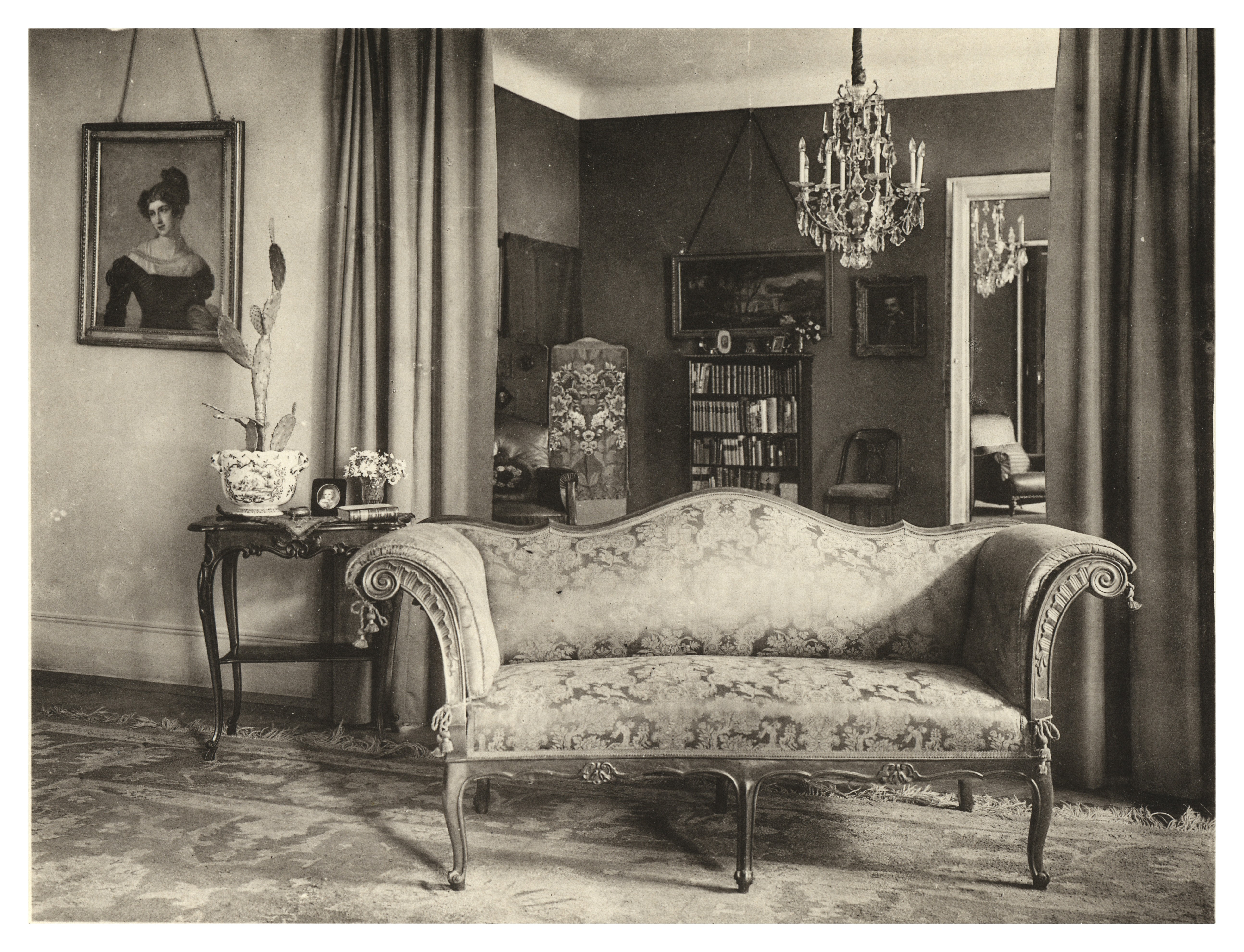
Sofa, Nußholz geschnitzt. An der Zarge, den sechs geschwungenen Beinen und den in Voluten auslaufenden Armstützen Rocaillemotive und Schnörkel. Theresianisch, 1750–1760.

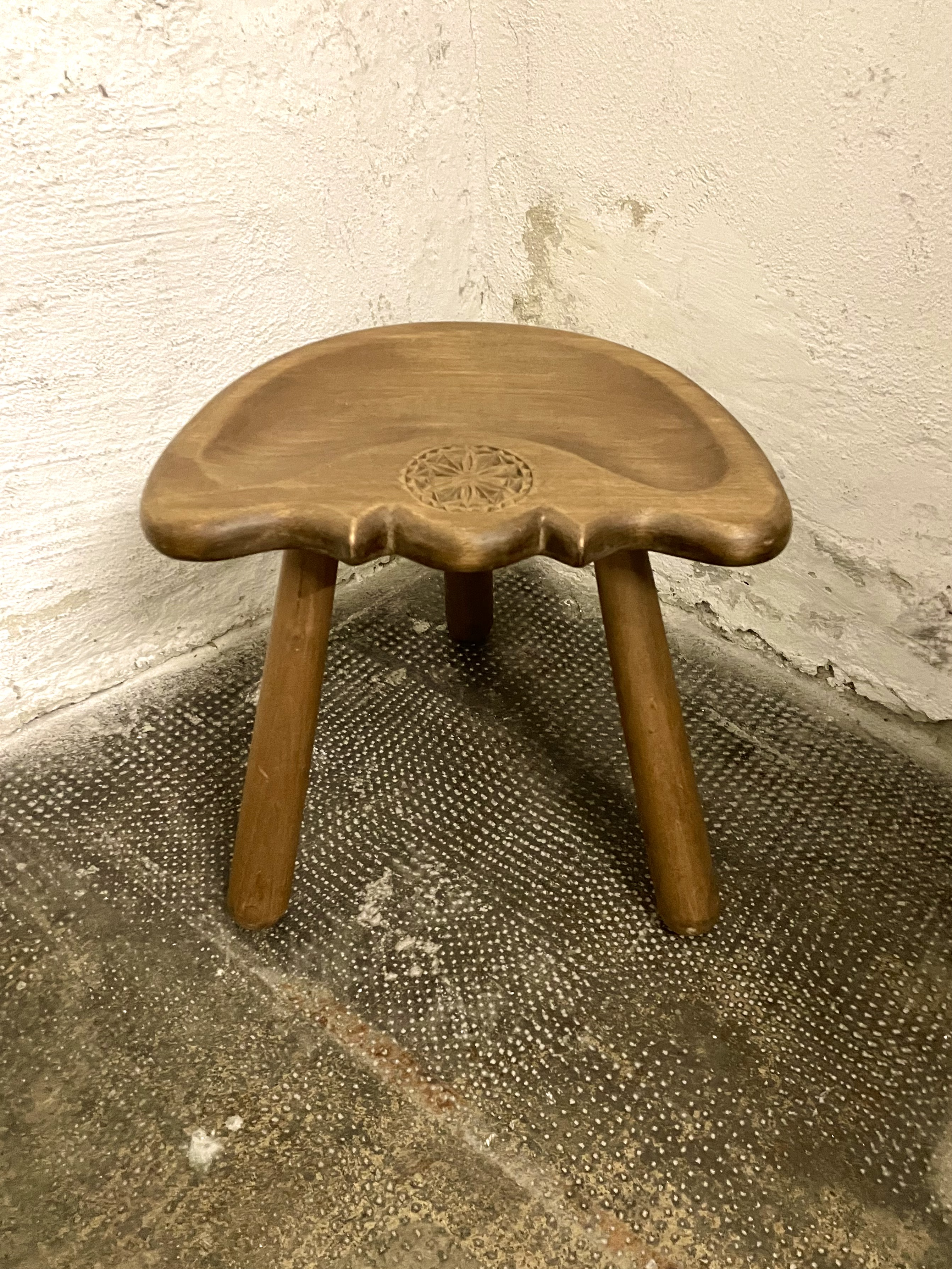
Melkschemel, 19. Jahrhundert, Rumänien

Zu den Sitzmöbeln werden der Schemel, der Stuhl und die Bank gezählt. Daneben gibt es unzählige Sonderformen, etwa Sessel, Fauteuil oder Sofa.
Als Sitzgruppe (französisch ameublement) wird ein Ensemble zusammengehöriger Sitzmöbel (z. B. Sofa mit mehreren Sesseln und Stühlen) bezeichnet.
|                       | Deutschland                  | Österreich                                     | Schweiz                       |
| --------------------- | ---------------------------- | ---------------------------------------------- | ----------------------------- |
|                       | der Hocker                   | der Schemel, das Schammerl                     | der Schemel, ’s Schemeli      |
|                       | der Hocker                   | der Hocker                                     | der Hocker, ’s Taburettli     |
|                       | der Barhocker                | der Barhocker                                  | der Barhocker                 |
|                       | der Stuhl                    | der Sessel                                     | der Stuhl                     |
|                       | der Stuhl (mit Armlehne)     | der Sessel (mit Armlehne)                      | der Stuhl                     |
|                       | der (Lehn)sessel             | der (auch das) Fauteuil                        | der/das Fauteuil              |
|                       | der Bürostuhl, der Drehstuhl | der Rollsessel, der Drehsessel, der Bürosessel | der Bürostuhl                 |
|                       | der Klappstuhl               | der Klappsessel                                | der Klappstuhl ’s Klappstüeli |
| (schwache Polsterung) | der Kinostuhl                | der Kinosessel, der Kinositz                   | der (Kino-)Sitz               |
| (starke Polsterung)   | der Kinosessel               | der Kinositz                                   | der (Kino-)Sitz               |

### Liegemöbel
Liegemöbel dienen Menschen (oder Tieren) dazu, zu schlafen, im Liegen zu entspannen oder aus anderen gründen liegend zu lagern. Sie bestehen in der Regel aus einer waagrechten oder leicht geneigten Liegefläche, die meist gepolstert ist. Neben dem Bett gehören beispielsweise auch Liege, Chaiselongue, Futon etc. in diese Gruppe von Möbeln. Im antiken Rom war es beispielsweise üblich, liegend zu essen.

### Gebrauchtmöbel

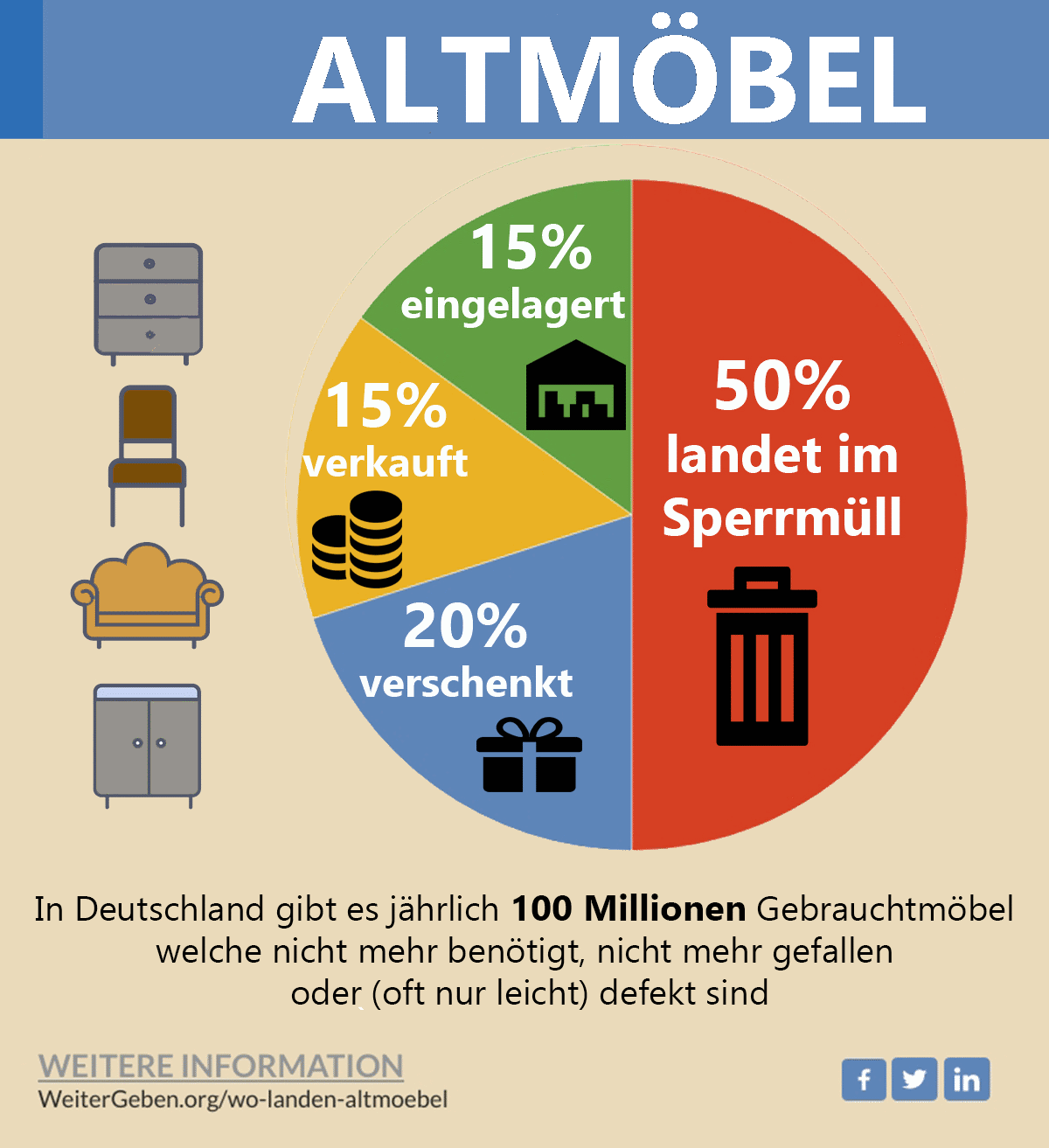
Verteilung Gebrauchtmöbel Deutschland

Der Themenbereich Gebrauchtmöbel ist wenig erforscht. In Deutschland wurden 2019 etwa 100 Millionen gebrauchte Möbel abgegeben, davon 15 Prozent verkauft, 15 Prozent eingelagert, 20 Prozent verschenkt und rund 50 Prozent entsorgt. Entsorgungsunternehmen erfassen Gebrauchtmöbel meist nicht als eigene Kategorie, weshalb man nur von der Hauptkategorie Sperrmüll mit ca. 2,5 Millionen Tonnen jährlich/Deutschland ausgehen kann und den darin enthaltenen Möbelanteil schätzen muss.
In Deutschland besteht zudem die Möglichkeit, gut erhaltene, gebrauchte Möbel an Bedürftige zu spenden, z. B. über die Sozialmärkte des Deutschen Roten Kreuzes, der Caritas oder der Diakonie.

## Herstellung
Möbel werden heute in erster Linie industriell hergestellt, sei es in Holz, Metall, Kunststoff oder Karton.
In herkömmlicher Weise werden Möbel als Einzelstücke von Tischlern, Ebenisten und Bildschnitzern gebaut.

## Normen und Standards für Design und Sicherheit
- EN 527 Büromöbel – Büro-Arbeitstische
- EN 581 Außenmöbel – Sitzmöbel und Tische für den Camping-, Wohn- und Objektbereich
- EN 1730 Möbel – Tische – Prüfverfahren zur Bestimmung der Standsicherheit, Festigkeit und Dauerhaltbarkeit
- EN 13150 Arbeitstische für Laboratorien – Maße, Sicherheitsanforderungen und Prüfverfahren
- BS 4875 Strength and stability of furniture. Domestic and contract storage furniture (British Standard)
- EN 1335 Büromöbel – Büro-Arbeitsstuhl
- EN 1728 Möbel – Sitzmöbel – Prüfverfahren zur Bestimmung der Festigkeit und Dauerhaltbarkeit
- ANSI/BIFMA X 5.1 Office Seating
- DIN 4551 Büromöbel; Bürostuhl mit verstellbarer Rückenlehne, mit oder ohne Armstützen, Höhenverstellbar
- NEN 1812 in den Niederlanden gebräuchlicher Standard
- RAL-GZ 430 – Gütesicherung nach den Allgemeinen Güte- und Prüfbestimmungen der Deutschen Gütegemeinschaft Möbel (mit Bezug auf DIN-, EN- und ISO-Normen) für Serienproduktionen und deren Toleranzen
- GB 28007-2011 Kindermöbel: Technische Voraussetzungen an das Design und die Fertigung für Möbel für Kinder zwischen 3 und 14 Jahren.[7]

## Belege
1. ↑  Deutsches Wörterbuch von Jacob Grimm und Wilhelm Grimm, Band 12, Sp. 2433–2437, Abschnitt: MÖBEL, n. 2)
2. ↑  Geschichte der Entstehung der Möbel. In: Wohnen.de, 2008 (Memento vom 28. Juli 2011 im Internet Archive)
3. ↑  Maren-Sophie Fünderich: Perfektion in Technik und Form. Unternehmensstrategien in der Möbelfertigung zwischen 1750 und 1914. In: Zeitschrift für Unternehmensgeschichte. Band 68, Nr. 1, 17. März 2023, S. 37–62, doi:10.1515/zug-2022-0033. hier: S. 41 f.
4. ↑  Altmöbelmarkt Deutschland. 11/2019
5. ↑  Entsorgungsunternehmen Veolia Fakten
6. ↑  Sozialmärkte. Gebrauchtwaren spenden für unsere Sozialmärkte Deutsches Rotes Kreuz, abgerufen am 10. Juni 2024
7. ↑  New chinese standard for children's furniture takes effect